# World Wide Technology Soccer Park
O World Wide Technology Soccer Park, anteriormente Anheuser-Busch Center, também conhecido como Soccer Park, é um complexo polidesportivo localizado em Fenton, subúrbio de St. Louis, Missouri, Estados Unidos. Foi inaugurado em 1982 como o St. Louis Soccer Park e renomeado em 1996. Tem sido a casa de eventos desportivos de caráter regional, no juvenil, universitário e profissional. O complexo possui seis campos de jogos que são utilizados para o futebol, hóquei, lacrosse e uma variedade de outros esportes. O campo principal tem capacidade para 6.000 espectadores.